# Daneen Boone
Pour les articles homonymes, voir Boone.
Daneen Boone, est une actrice canadienne, née le 17 mars 1967 à Niagara Falls (Ontario).

## Biographie
Daneen Boone est surtout connue pour avoir tenu le rôle de Justine dans la série de sept films érotiques Les Aventures de Justine.

## Filmographie
- 1994 : Emmanuelle: First Contact (en) (téléfilm) : la petite amie
- 1994 : Emmanuelle 4: Concealed Fantasy (en) (téléfilm) : la petite amie
- 1995 : Justine: A Private Affair : Justine
- 1995 : Justine: Crazy Love : Justine
- 1995 : Justine: Exotic Liaisons : Justine
- 1995 : Justine: Wild Nights : Justine
- 1996 : Beverly Hills Bordello (série télévisée) : Donna
- 1996 : Justine: Seduction of Innocence : Justine
- 1996 : Justine: In the Heat of Passion : Justine Wilkinson
- 1997 : Justine: A Midsummer Night's Dream : Justine Wilkinson
- 1997 : Butterscotch (série télévisée) : Samantha
- 1997 : Expose : Heather
- 2002 : Odyssey 5 (série télévisée) : Hooker
- 2003 : The Pentagon Papers (téléfilm) : Blonde at Russos's
- 2003 : Playmakers (en) (série télévisée) : Woman in Bed
- 2005 : Love Wine (téléfilm) : Melaney
- 2015 : Man Seeking Woman (série télévisée) : Waitress